# Fúvószenekar
A fúvószenekar olyan típusú zenekar, amelyben fúvós hangszerek szerepelnek, a fúvósokat ütőhangszerekkel egészítik ki. Összeállítása változó, országonként eltérő, sokszor a szabad tér igényeihez alkalmazkodik. Repertoárjának fő darabjai indulók és egyvelegek, népi kultúrák, mint a cseh és német is kedvelik a kisebb összeállítású fúvószenekarokat. Magyarországon leggyakrabban 26 vagy 13 tagú.

## Története
A középkorban jelentek meg először a fúvósegyüttesek, vadászatokon és hadi eseményeken, majd a reneszánsz idején a főúri pompa kellékei, udvari ünnepek kísérői voltak. A barokk korban a polifon többszólamúság megváltozott, egy fődallamot a basszusra alapozott harmóniák kísértek. Kialakult a szvit műfaja, mely táncok sorozata, megjelennek új hangszerek, a trombita, oboa, üstdob, a 18. század második felében a klarinét. A szonátáknál a templomi szonátát fúvós hangszerek játszották, míg a máshol előadott kamaraszonátákban vonós hangszerek kerültek előtérbe. 
Carl Philipp Emanuel Bach és Schubert, a mannheimi iskola és a romantikusok változatos összeállításokban komponáltak fúvósegyüttesre. Az új hangszerek, melyek a szimfonikus zenekarok létrejöttét is lehetővé tették, a fúvószenekarra írt műfajokban is változást hoztak, már nemcsak a szabadban zenéléshez, szabadtéri reprezentációnak használták, hanem asztali zenélés, szerenád, divertimento műfajában is. Csúcspontját Haydn, Mozart, Beethoven szerzeményei jelentik. 
Amit ma a fúvószene folytatásának tartunk, az nem a fúvószenéből kialakult kamarazene, hanem a katonazene. A 18. század végére kialakult forma lehetővé tette, hogy már nemcsak indulókat és kifejezetten erre a zenekar típusra komponált zenét játsszon, hanem szimfonikus és operazene részeket is átiratként. Ezzel megindult az átalakulás az igényesebb koncertfúvószene felé. Tökéletesedtek a hangszerek is, megjelentek a tölcsér alakú fúvókák, billentyűs kürtök, a fafúvósok is fejlődésen mentek keresztül. 
A katonakarmesterek egyre bővebb repertoárt biztosítottak klasszikus és romantikus mesterek átirataival. Ugyanakkor neves mesterek ritkán írtak már fúvószenei összeállításra. Ezzel együtt ez a korszak a 19. század végén a katonazene fejlődésének csúcspontja. Ekkor kezdtek alakulni amatőr fúvószenekarok, falusi egyesületekből, az iparban szakmák szerint, így alakultak ki a bányászzenekarok. A zenei anyag leegyszerűsödik, hogy a kevésbé képzett játékosok is tetszetős előadást produkálhassanak. A 20. században Rimszkij-Korszakov kezdett megint eredeti fúvósműveket komponálni, és a komolyzenében új virágzása kezdődött a fúvószenének.

## Felépítése
- Fafúvók:

- Fuvola

- kisfuvola (C), (Nagy) fuvola (C),

- Klarinét

- Esz-klarinét, B-klarinét,

- Rézfúvók:

- Kürt

- Esz- (vagy F-) kürt
- B-szárnykürt
- Mélyszárnykürt
- Eufónium

- Trombita

- B-trombita
- Esz trombita
- B basszustrombita

- Harsona
- Tuba

- F basszus tuba
- B basszus tuba

A hangzás lágyítására csatlakozhat még:
- Oboa
- Fagott
- Szaxofon

A fúvósokhoz csatlakozó ütősök: kisdob, nagydob és réztányér.

## Fajtái
- udvari fúvószenekarok
- templomi fúvószenekarok
- polgári fúvószenekarok